# Eclectus
Genre
Eclectus est un genre d'oiseaux de la famille des Psittaculidae.

## Liste des espèces
Selon la classification de référence du Congrès ornithologique international (14.2, 2024) il comporte cinq espèces :
- Eclectus roratus (Müller, 1776) — Grand Éclectus
- Eclectus cornelia Bonaparte, 1850 — Éclectus de Sumba
- Eclectus riedeli Meyer, 1882 — Éclectus des Tanimbar
- Eclectus polychloros (Scopoli, 1786) — Éclectus papou
- †Eclectus infectus Steadman (d), 2006 — Éclectus océanique

## Systématique
Le nom valide complet (avec auteur) de ce taxon est Eclectus Wagler, 1832.
Eclectus a pour synonymes :
- Electus Selby, 1836
- Polychlorus Sclater, 1858
- Polychrous Gray, 1870